# Gli anni più belli (singolo)
Gli anni più belli è un singolo del cantautore italiano Claudio Baglioni, pubblicato il 3 gennaio 2020.

## Descrizione
Il brano è parte della colonna sonora e dà il titolo all'omonimo film di Gabriele Muccino, uscito nelle sale cinematografiche il 13 febbraio 2020 e mandato in onda dal 23 febbraio 2022.
Con questo brano Baglioni ritorna sulla scena musicale con un inedito dopo quattro anni: l'ultima pubblicazione risaliva al 2016, quando il cantautore romano aveva inciso Capitani coraggiosi insieme a Gianni Morandi; l'ultima pubblicazione come artista singolo risaliva invece al 2013, con l'album di inediti ConVoi.

## Video musicale
Il videoclip del brano, diretto da Gabriele Muccino, è stato pubblicato sul canale YouTube di Claudio Baglioni il 10 gennaio 2020, e mostra momenti in cui Baglioni interpreta la canzone alternati a scene tratte dal film Gli anni più belli.

## Tracce
Testi e musiche di Claudio Baglioni.
1. Gli anni più belli – 4:31

## Classifiche
| Classifica (2020) | Posizione massima |
| ----------------- | ----------------- |
| Italia            | 53                |